# Turn Me On (Zazí)
Turn Me On is de debuutsingle van het Nederlandse muziektrio Zazí.
De single reikte tot een 43e plek in de Single Top 100.
| Turn me on in de Single Top 100 - binnen: 18 augustus 2012 | Turn me on in de Single Top 100 - binnen: 18 augustus 2012 | Turn me on in de Single Top 100 - binnen: 18 augustus 2012 | Turn me on in de Single Top 100 - binnen: 18 augustus 2012 | Turn me on in de Single Top 100 - binnen: 18 augustus 2012 | Turn me on in de Single Top 100 - binnen: 18 augustus 2012 | Turn me on in de Single Top 100 - binnen: 18 augustus 2012 | Turn me on in de Single Top 100 - binnen: 18 augustus 2012 | Turn me on in de Single Top 100 - binnen: 18 augustus 2012 | Turn me on in de Single Top 100 - binnen: 18 augustus 2012 |
| Week                                                       | 1                                                          | 2                                                          | 3                                                          | 4                                                          | 5                                                          | 6                                                          | 7                                                          |                                                            |                                                            |
| ---------------------------------------------------------- | ---------------------------------------------------------- | ---------------------------------------------------------- | ---------------------------------------------------------- | ---------------------------------------------------------- | ---------------------------------------------------------- | ---------------------------------------------------------- | ---------------------------------------------------------- | ---------------------------------------------------------- | ---------------------------------------------------------- |
| Nummer                                                     | 100                                                        | 91                                                         | 85                                                         | 46                                                         | 43                                                         | 52                                                         | 86                                                         | uit                                                        |                                                            |